# Чеховське
Че́ховське (рос. Чеховское) — село (колишнє селище) у складі Александровськ-Сахалінського району Хабаровського краю, Росія.

## Населення
Населення — 75 осіб (2010; 108 у 2002).
Національний склад (станом на 2002 рік):
- росіяни — 88 %